# 在劫难逃
《在劫难逃》是2020年首播的中国大陆网络剧，由五百执导，王千源、鹿晗、齐溪、乔欣、吴越、张皓然等主演。该剧是爱奇艺迷雾剧场的第四部作品。於2020年9月2日在爱奇艺播出。